# آرمنوهی قازاریان
آرمنوهی نشانی قازاریان (ارمنی: Արմենուհի Նշանի Ղազարյան؛ زادهٔ ۲۱ نوامبر ۱۹۷۶) یک سیاستمدار اهل ارمنستان است که از تاریخ ۱۵ اوت ۲۰۲۴ تا کنون سمت نمایندگی دوره هشتم مجلس ملی جمهوری ارمنستان را برعهده داشت.

## زندگی‌نامه
در ۲۱ نوامبر ۱۹۷۶  در ایروان به دنیا آمد و از دانشکده هراچیا آجاریان ایروان فارغ‌التحصیل شد. 

## یادداشت
1. ↑  Երեւանի Հրաչյա Աճառյանի անվան համալսարան